# بوهدان کازی
بوهدان کازی (انگلیسی: Bohdan Kasian؛ زادهٔ ۱۴ دسامبر ۱۹۹۷) ورزشکار ورزش شنا اهل اوکراین  است.